# Rue de la Chaîne (Toulouse)
Pour les articles homonymes, voir Rue de la Chaîne.
La rue de la Chaîne (en occitan : carrièra de la Cadena) est une voie de Toulouse, chef-lieu de la région Occitanie, dans le Midi de la France.

## Situation et accès

### Description
La rue de la Chaîne est une voie publique. Elle se trouve dans le quartier Arnaud-Bernard.
Elle naît au nord de la place du Peyrou, qui se prolonge à l'est par la rue Émile-Cartailhac. Le cours de la rue est irrégulier, mais approximativement orienté du sud au nord, et sa largeur varie entre 3 mètres, pour les parties les plus étroites, et 8 mètres, pour les plus larges. Au nord, elle s'élargit progressivement, au carrefour de la rue d'Embarthe, pour former une petite place triangulaire, la place des Tiercerettes. Elle est prolongée au nord par la rue Arnaud-Bernard, qui aboutit à la place du même nom.
La chaussée compte une seule voie de circulation en sens unique, de la place des Tiercerettes vers la place du Peyrou. Elle appartient à une aire piétonne et la circulation y est réglementée et la vitesse limitée à 6 km/h. Il n'existe pas de bande, ni de piste cyclable, quoiqu'elle soit à double-sens cyclable.

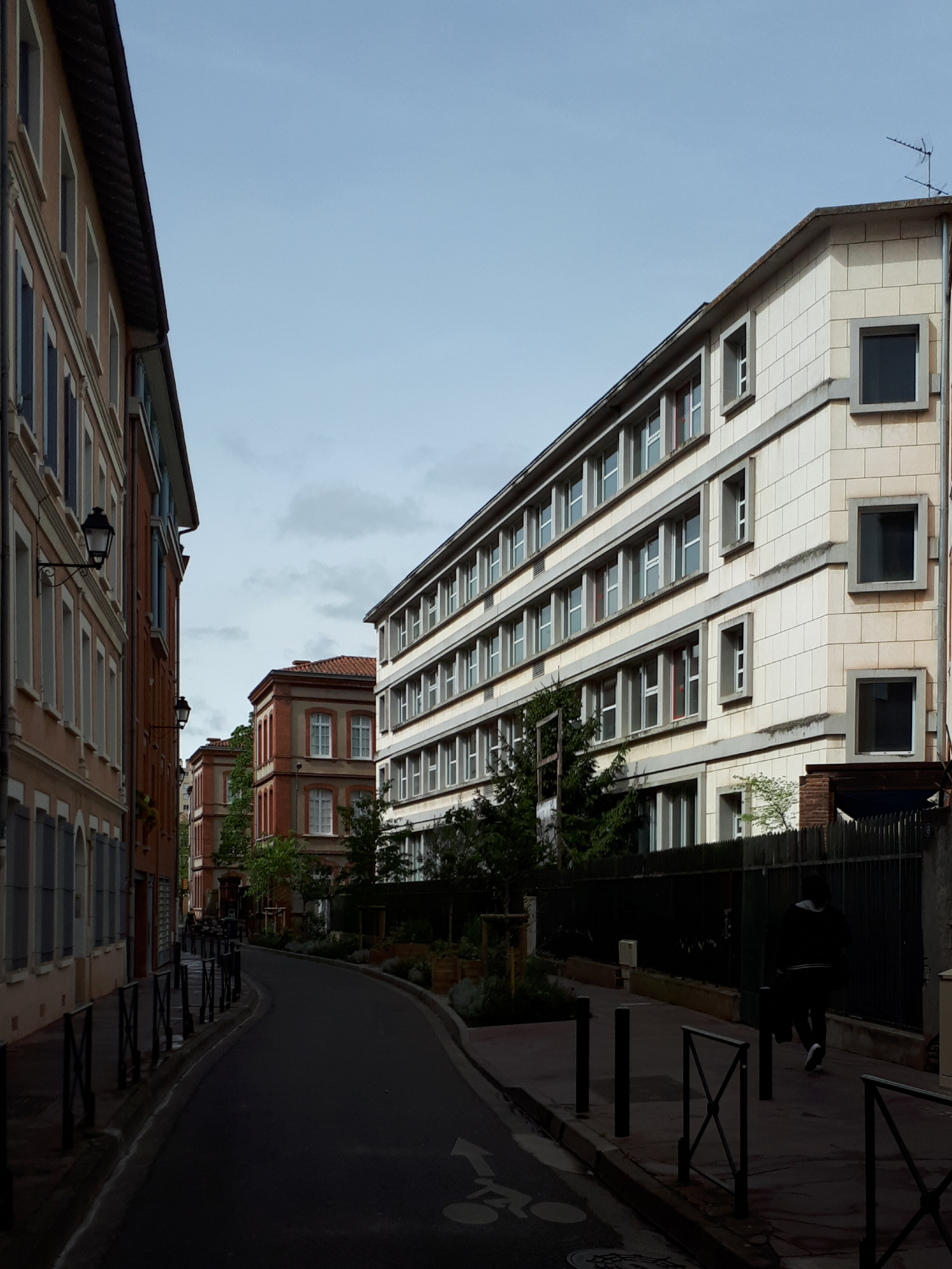
La rue de la Chaîne au niveau du lycée Saint-Sernin.
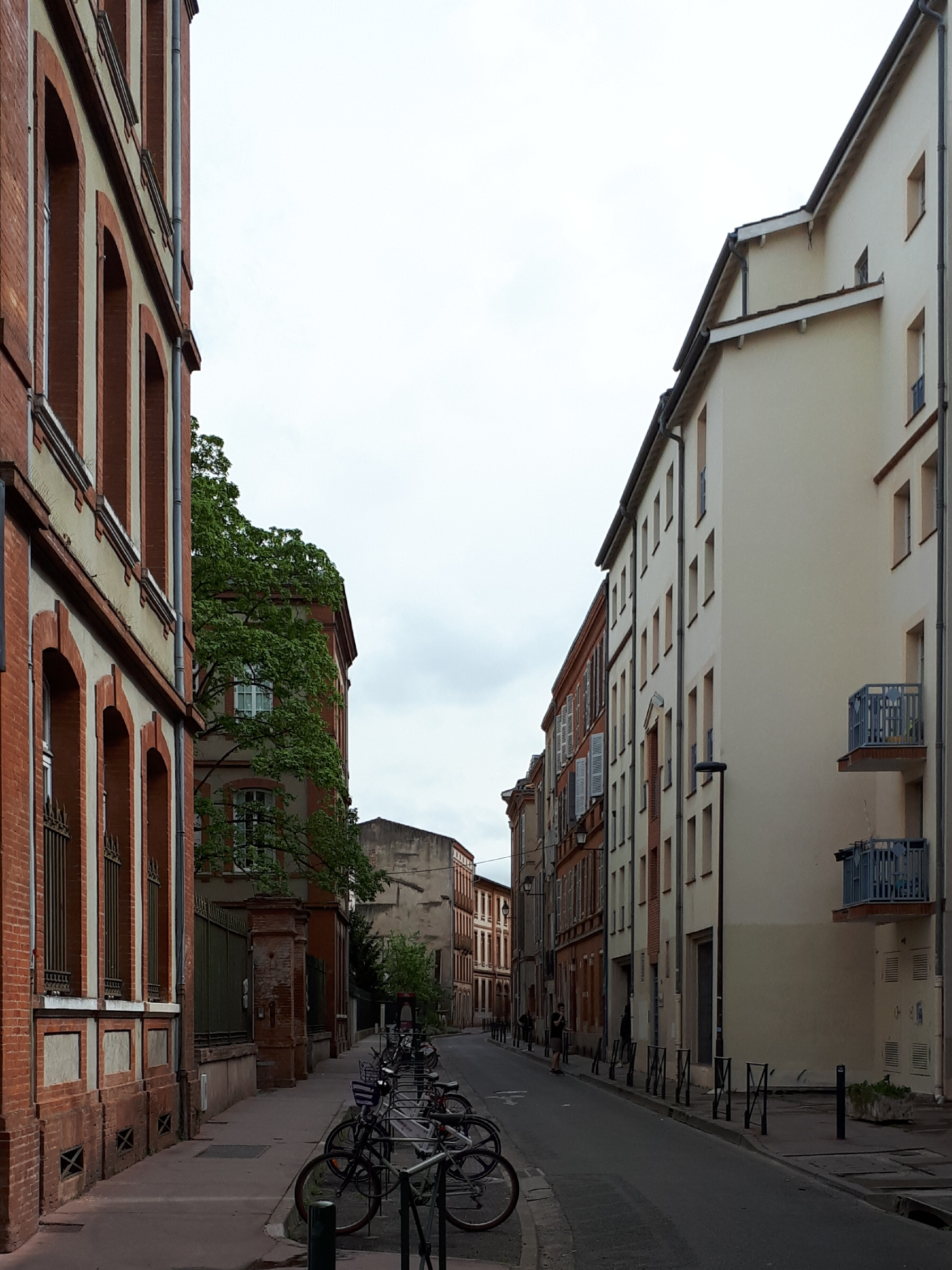
La rue de la Chaîne vue depuis la place des Tiercerettes.

### Voies rencontrées
La rue de la Chaîne rencontre les voies suivantes, dans l'ordre des numéros croissants (« g » indique que la rue se situe à gauche, « d » à droite) :
1. Place du Peyrou (g)
2. Rue Émile-Cartailhac (d)
3. Place des Tiercerettes (g)
4. Rue Arnaud-Bernard (d)

## Odonymie
L'origine du nom de la rue de la Chaîne n'est pas assurée. Pour Alphonse Brémond, elle le tenait d'une chaîne qui marquait la limite du claustrum, le territoire de l'abbaye Saint-Sernin. Les premières mentions, qui ne datent que de la fin du XVIIe siècle, utilisaient la forme occitane de rue de la Cadène (cadena, « chaîne » en occitan). Elle portait aux XVe et XVIe siècles, comme la rue Arnaud-Bernard qui la prolonge au nord, le nom de rue de la Sérène, car on y trouvait une hôtellerie à l'enseigne de la Sirène (serena en occitan). En 1794, pendant la Révolution française, elle prit le nom de rue Cœurs-Unis, mais il ne subsista pas. En 1806, le nom de la rue fut francisé et devint rue de la Chaîne.

## Histoire

### Moyen Âge et période moderne
Au Moyen Âge, le quartier de l'actuelle rue de la Chaîne se trouve hors de l'enceinte de la ville, au nord de la Porterie, la porte nord (emplacement de l'actuelle place du Capitole). C'est dans la première moitié du XIIe siècle qu'elle commence à s'urbaniser, grâce au développement du bourg autour de l'abbaye Saint-Sernin. Ce n'est probablement qu'un simple chemin qui mène, par l'actuelle rue des Lois, de la Porterie à la porte Arnaud-Bernard (emplacements de l'actuel no 13 rue Arnaud-Bernard, puis de l'actuel no 9 place Arnaud-Bernard). L'urbanisation reste encore lâche et la rue n'est bordée, sur le côté ouest, que de quelques maisons qui possèdent des jardins. De la même manière, le côté est n'est occupé que par des jardins. 
Dans la première moitié du XVIIe siècle, la Réforme catholique encourage la fondation d'œuvres pieuses, et plusieurs couvents sont fondés dans le quartier – les capucins s'installent rue Valade en 1585, puis les chartreux en 1602, les bernardines rue des Salenques en 1681. En 1610 et en 1611, Isabeau de Romillon et sa fille, Françoise de Berthelier, venues de L'Isle-sur-Sorgue dans le Comtat Venaissin, obtiennent d'abord par lettres patentes du roi Louis XIII et ensuite par une bulle du pape Paul V l'autorisation de fonder dans la ville un couvent féminin du Tiers-Ordre de Saint-François. Les religieuses, populairement connues comme les Tiercerettes, s'installent dans plusieurs maisons de la rue de la Sérène, achetées entre 1610 et 1614 grâce à l'aide d'André de Nesmond, premier président au parlement de Bordeaux, mais plusieurs affaires retardent la fondation du couvent jusqu'en 1625. 
Au cours du XVIIIe siècle, certains membres de l'aristocratie toulousaine font aménager quelques beaux hôtels, de styles classique ou néo-classique (actuels no 5 et 13 ; no 4). Du côté est en particulier s'étendent les jardins de l'hôtel que fait bâtir en 1777 Jean-Baptiste Dubarry, le beau-frère de la favorite de Louis XV, Mme du Barry, exilé à Toulouse depuis la mort du roi en 1774 : après avoir acheté plusieurs maisons sur la place Saint-Raymond (actuel no 1 bis place Saint-Sernin), il acquiert en 1778 un vaste terrain qui va jusqu'à la rue de la Chaîne (emplacement des actuels no 8-12).

### Époque contemporaine
La Révolution française bouleverse le quartier de la rue de la Chaîne, où se concentrent de nombreuses institutions religieuses. En 1790, les congrégations religieuses sont interdites et dissoutes, tandis que leurs propriétés deviennent biens nationaux. Les Tiercerettes sont dispersées tandis que les bâtiments du couvent sont fermés et vendus. Jean-Baptiste Dubarry a, quant à lui, rallié la Révolution : en 1789, il est colonel en second de la Légion des gardes-nationales de Saint-Sernin. Mais arrêté comme suspect en 1793, il est guillotiné le 17 janvier 1794 sur la place de la Liberté (actuelle place du Capitole), tandis que ses biens sont saisis et vendus comme bien nationaux. 
C'est dans la première moitié du XIXe siècle que la rue commence à prendre son visage actuel. Progressivement, les nouveaux propriétaires élèvent le long de la rue des immeubles (actuels no 3, 7, 9, 15, 17 et 19 ; no 20, 22, 26, 28 et 30) ou même de simples maisons (actuels no 27 et 29). 
En 1817, une ancienne religieuse feuillantine, Antoinette Deschamps, achète l'ancien hôtel Dubarry. Elle fonde avec une vingtaine de religieuses une communauté rattachée aux bénédictines de l'adoration perpétuelle du Très-Saint-Sacrement, afin d'ouvrir un pensionnat et une école pour jeunes filles, qu'elle veut gratuite pour les plus pauvres. Entre 1850 et 1855, elles font construire un nouveau couvent entre l'ancien hôtel Dubarry et la rue de la Chaîne, avec la chapelle et les logements des religieuses (actuel no 8). Parallèlement, Paule Mazens ouvre en 1831 une pension, également établissement d'enseignement pour jeunes filles, connu comme l'école de la Présentation, entre la rue Royale (anciens no 11-19 rue Gatien-Arnoult) et la rue de la Chaîne (emplacement de l'actuel no 12).
En 1880, les bénédictines sont interdites d'enseignement par la première loi sur les congrégations, à la suite des décrets de Charles de Freycinet et de Jules Ferry. Les bâtiments de la pension Mazens, récupérés par l'État en 1882, conservent leur destination éducative et sont affectés au nouveau lycée de jeunes filles de la ville. Ouvert le 7 janvier 1884, il est rapidement agrandi par la construction d'un nouveau bâtiment sur la rue de la Chaîne, élevé à la fin du XIXe siècle, dans un style caractéristique de l'architecture scolaire de la IIIe République (actuel no 12). De son côté, le couvent des bénédictines s'agrandit par la construction entre 1890 et 1891 d'un nouveau bâtiment sur la rue de la Chaîne pour accueillir le réfectoire, la cuisine, la buanderie, ainsi que le noviciat et des cellules (emplacement de l'actuel no 10). En 1904, les bénédictines sont finalement expulsées par la deuxième loi d'expulsion des congrégations.
Au XXe siècle, plusieurs opérations immobilières visent à faire reculer l'habitat insalubre par la destruction de bâtiments plus anciens (actuels no 11, 21 et 25). Dans les années 1960, le lycée de jeunes filles, devenu mixte et ayant pris le nom de lycée Saint-Sernin, s'agrandit de nouveaux bâtiments, dont un bâtiment plus moderne sur la rue de la Chaîne (actuel no 10).

## Patrimoine et lieux d'intérêt

### Lycée Saint-Sernin
- no  8-12 : lycée Saint-Sernin[7].

### Immeubles et maisons
- no  4 : hôtel particulier.
L'hôtel particulier est élevé dans le style néo-classique caractéristique de la deuxième moitié du XVIIIe siècle. La façade sur la rue, longue de huit travées, est symétrique et encadrée de pilastres. Les deux travées centrales sont mises en valeur par un léger ressaut et un encadrement de pilastres. Au rez-de-chaussée, elles s'ouvrent de grandes portes cochères voûtées en anse de panier aux agrafes en pierre. De petites consoles soutiennent la corniche moulurée qui sépare le rez-de-chaussée des étages supérieurs. Au 1er étage, les deux fenêtres centrales sont ornées de chambranles moulurés[8].

- no  5 : immeuble.
L'immeuble, de style néo-classique, est construit en 1767. La façade est mise en valeur par un encadrement de dosserets. Les niveaux sont séparés par des corniches moulurées. Au rez-de-chaussée, la porte est surmontée d'une agrafe en pierre, qui porte la date d'achèvement des travaux, et d'une corniche[9].

- no  9 : immeuble. 
L'immeuble, de style néo-classique, est construit dans la premier quart du XIXe siècle, possède une façade symétrique en brique, mais couvert d'un enduit. Il s'élève sur quatre niveaux, séparés par des corniches. Aux deux premiers étages, la façade est rythmée par des pilastres à chapiteaux corinthiens ornés de caducées[10].

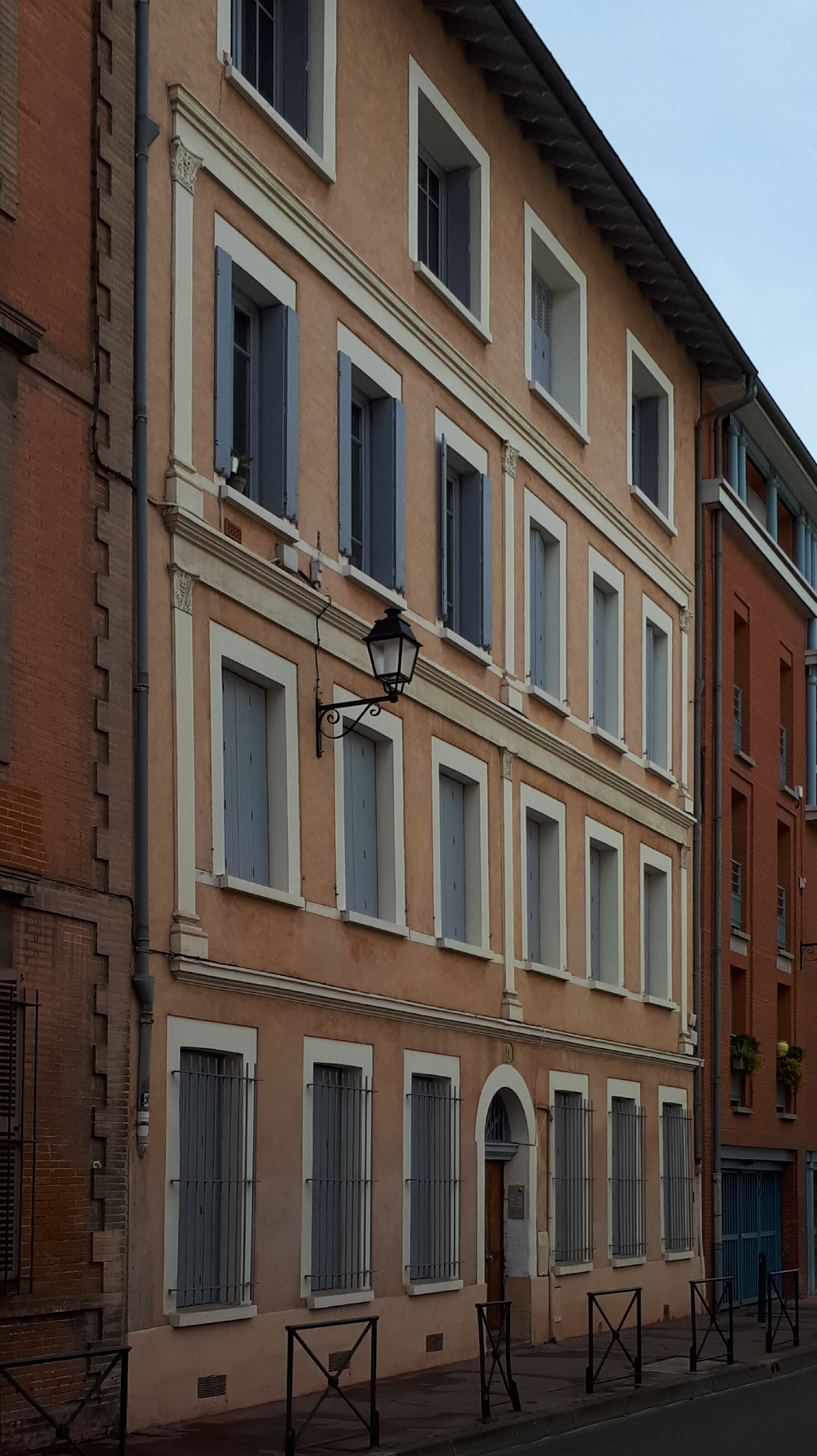
Immeuble néo-classique, no 9 : façade.
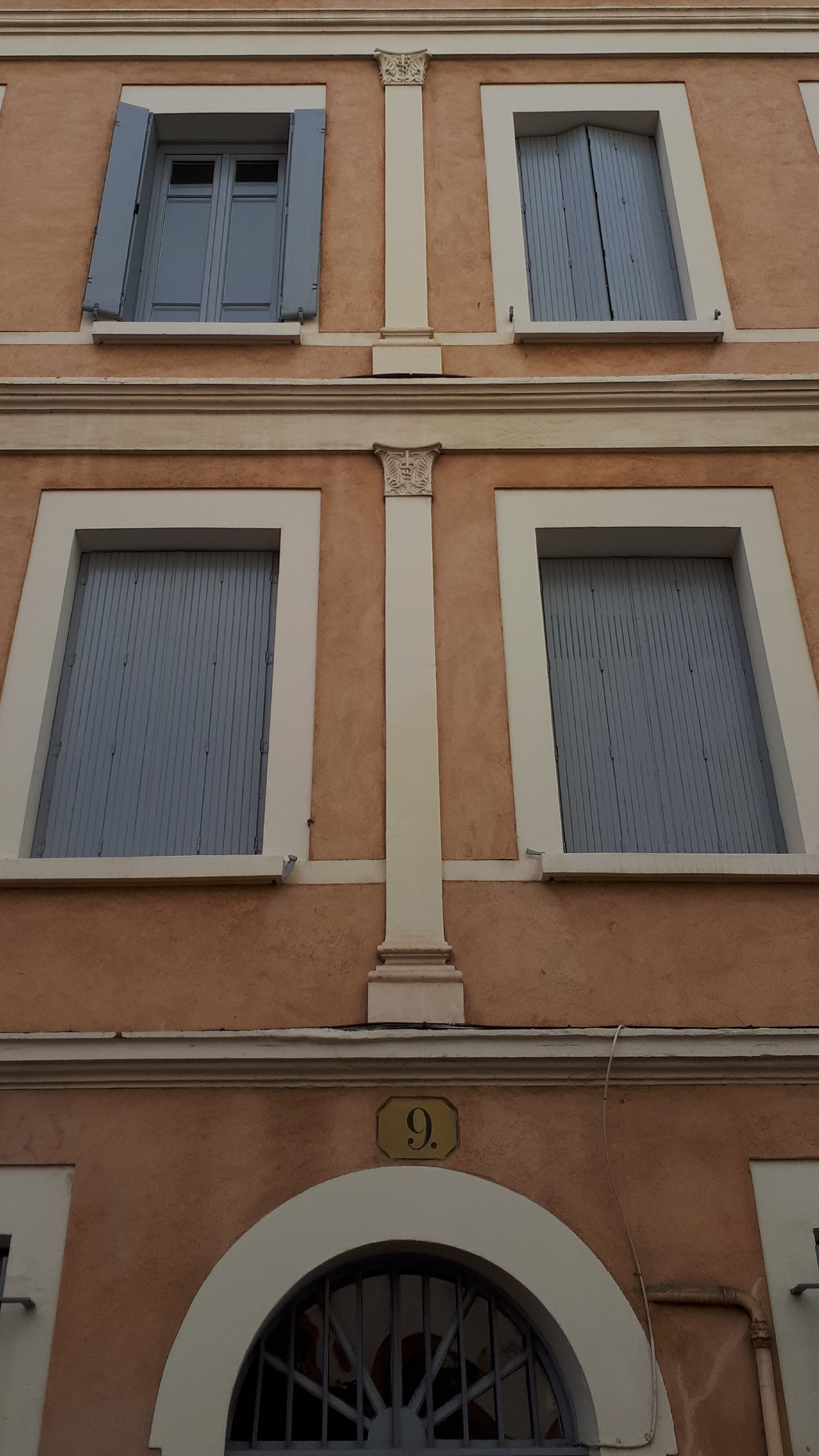
Immeuble néo-classique, no 9 : détail des pilastres corinthiens.

- no  13 : immeuble. 
L'immeuble est élevé dans le style néo-classique caractéristique de la deuxième moitié du XVIIIe siècle. La façade, large de trois travées et haute de deux étages, est symétrique et encadrée d'un léger ressaut. Au rez-de-chaussée, la porte est centrale, surmontée d'une imposte en fer forgé, et mise en valeur par un chambranle mouluré et orné d'une agrafe en pierre d'où partent des guirlandes de fleurs. Aux étages, les fenêtres sont séparées par des motifs de tables. Celles du 1er étage ont de plus des garde-corps en fer forgé à motifs géométriques. L'élévation est surmontée d'une corniche à denticules[11].

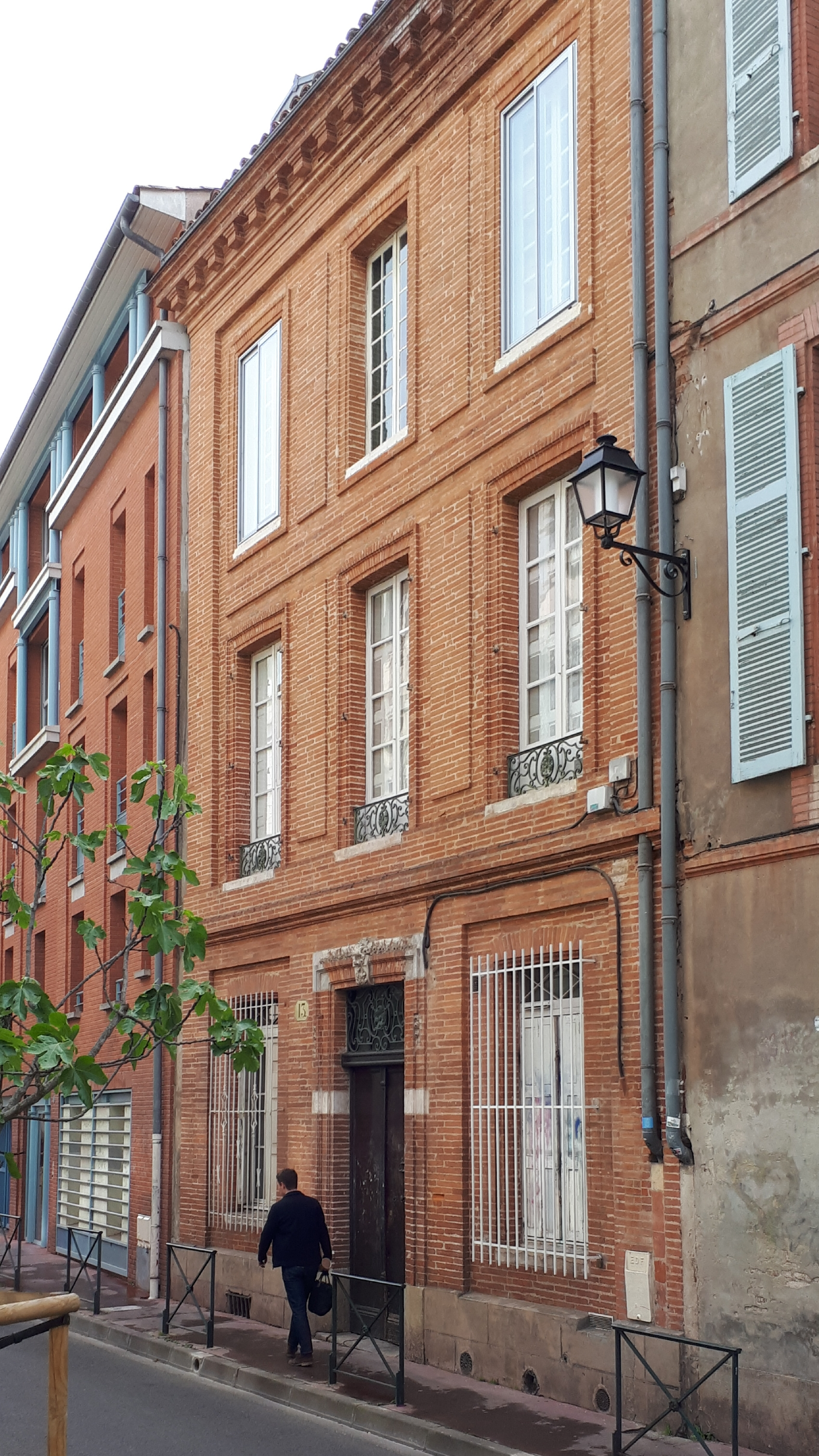
Immeuble néo-classique, no 13 : façade.
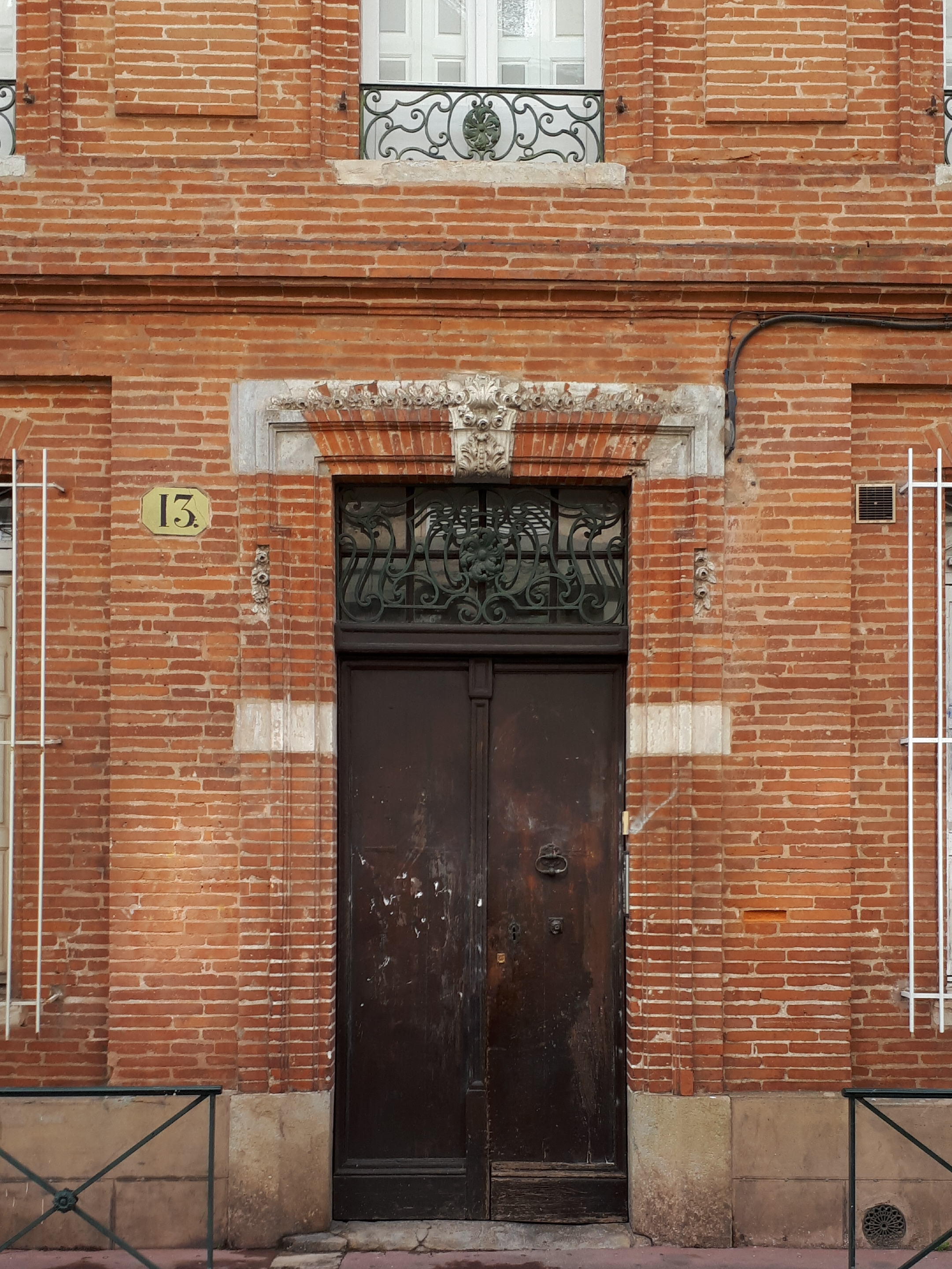
Immeuble néo-classique, no 13 : détail de la porte et des ferronneries.

- no  30 : immeuble ; théâtre Le Fil à plomb. 
L'immeuble est construit dans le premier quart du XIXe siècle. Il présente sur la rue de la Chaîne, au niveau de la place des Tiercerettes, une longue façade de huit travées, mais il ne s'élève que sur deux étages. Les fenêtres du 2e étage ont conservé des garde-corps à motifs géométriques[12]. Depuis 1999, une partie du bâtiment est occupée par le théâtre Le Fil à plomb, fondé par Mohamed Bounouara, Abderrazek M'hamedi et Badradine Reguieg.

## Personnalités
- Émile Cartailhac (1845-1921) : préhistorien, créateur avec Eugène Trutat et Jean-Baptiste Noulet de la « galerie des cavernes » au muséum – la première au monde à exposer du mobilier préhistorique –, et enfin premier directeur du musée Saint-Raymond. Il vécut entre 1875 et 1921 dans un appartement de l'immeuble no 7.

- Raymond Lizop (1879-1969) : c'est dans la maison du no 5 qu'est mort le 4 mai 1969 Raymond Lizop, archéologue et historien – il étudie l'histoire du Comminges et du Couserans durant l'Antiquité –, homme de lettres, félibre et poète – il traduit Ubu roi en occitan[13].